# Pueblo Viejo, Magdalena Peñasco
Pueblo Viejo är en ort i Mexiko.   Den ligger i kommunen Magdalena Peñasco och delstaten Oaxaca, i den sydöstra delen av landet, 300 km sydost om huvudstaden Mexico City. Pueblo Viejo ligger 2 299 meter över havet och antalet invånare är 314.
Terrängen runt Pueblo Viejo är huvudsakligen kuperad, men söderut är den bergig. Runt Pueblo Viejo är det glesbefolkat, med 14 invånare per kvadratkilometer. Närmaste större samhälle är Heroica Ciudad de Tlaxiaco, 12,4 km nordväst om Pueblo Viejo. Trakten runt Pueblo Viejo består i huvudsak av gräsmarker.